# 扇鰭臼齒麗鯛
扇鰭臼齒麗鯛，為輻鰭魚綱鱸形目隆頭魚亞目慈鯛科的其中一種，分布於非洲馬拉威湖流域，棲息深度18-70公尺，為特有種，體長可以達22.2公分，棲息在沙底質水域，以魚類為食，生活習性不明，可以作為觀賞魚。

## 擴展閱讀
維基物種上的相關：扇鰭臼齒麗鯛